# Galerie am Ratswall
Die Galerie am Ratswall ist ein Museum in Bitterfeld-Wolfen. Es wurde als Einrichtung des Landkreises Anhalt-Bitterfeld im Dezember 1990 gegründet.

## Geschichte
Das heutige Museum wurde 1925 als Lagerhalle für Kolonialwaren für den Bitterfelder Kaffeehändler und Stadtrat Albert Richter (1853–1939) erbaut, die Nutzfläche betrug damals 1.800 Quadratmeter.
Seit der Wiedervereinigung fungiert das Gebäude als Kunstmuseum. Das Museum widmet sich in seinen Ausstellungen überwiegend zeitgenössischen sachsen-anhaltischen Künstlern. Dabei geht es auf Fotografie, Grafik, Malerei und Plastik sowie darstellende Kunst und Kunstgewerbe ein. Werke von Joseph Beuys, Robert Rauschenberg (USA), A. R. Penck und Klaus Staeck konnten erworben werden.
Darüber hinaus finden im Museum Autorenlesungen, Kunstgespräche und Kammermusikaufführungen statt. So traten in den Räumlichkeiten u. a. Quintessenz, das Ensemble Sortisatio, das Döring-Bläserquintett, das Wiener Glasharmonika Duo, der Leipziger Synagogalchor, die Pianistin Tomoko Masur, Sängerin Christine Wolff und der Gitarrist Reinbert Evers auf.
Ausstellungsgeschehen
- Günter Grass, Totes Holz, Grafik und Buch, 1991
- "Kunst.Was soll das? Ausstellung im Rahmen der 3. Bitterfelder Konfenz, 1992
- a.r.penck, 1993, Siebdrucke
- Klaus Staeck, Zeitläufe, 1994
- Gerhard Hoehme, Leben in Stationen, 1995
- Joseph Beuys, Zeichnungen, Druckgrafik, Objekte, 1995
- Robert Rauschenberg, Tribute 21, Druckgrafik, 1997
- Jochen Seidel, Malerei, 1999

Zusammenarbeit mit überregionalen Museen und Einrichtungen
- Skulpturenmuseum Marl., Glaskaste, Plastik des 20. Jh., 1999
- Sprengelmuseum Hannover, C.F. Reuterswärd, Druckgrafik, 2000
- Berliner Senat, Plakate, 2001
- Kunstmuseum Moritzburg Halle, Vom Mythos zum Fragment, Photographie, 2014

Zusammenarbeit mit der Akademie der Künste Berlin, im Rahmen "Kunstwelten", Veranstaltungen mit Künstlern und Schülern.